# Richard Barham
Richard Harris Barham (Cantuária, 6 de dezembro de 1788 – Londres,  17 de junho de 1845) foi um clérigo inglês da Igreja da Inglaterra, romancista e poeta humorístico. Ele era conhecido geralmente por seu pseudônimo Thomas Ingoldsby e como o autor de The Ingoldsby Legends.

## Biografia
Richard Harris Barham nasceu em Cantuária. Era filho de Richard Harris Barham, de Tappington Everard, no condado de Kent. Quando tinha sete anos de idade, seu pai morreu, deixando-lhe uma pequena propriedade, parte da qual era a mansão de Tappington, em Denton, Kent, frequentemente mencionada em sua obra posterior, The Ingoldsby Legends. Aos nove anos foi enviado para a St Paul's School, em Londres, mas seus estudos foram interrompidos por um acidente que aleijou parcialmente seu braço para o resto da vida. Privado de atividades físicas vigorosas, ele se tornou um grande leitor e estudante diligente.
Em 1807, ingressou no Brasenose College, em Oxford, com a intenção inicial de estudar Direito. As circunstâncias, no entanto, o induziram a mudar de ideia e a seguir a carreira de clérigo. Em 1813 foi ordenado e fundou um curato no interior. Ele se casou no ano seguinte e em 1821 foi transferido para Londres ao obter a nomeação de cânone menor na Catedral de São Paulo, onde serviu como cardeal. Três anos depois, ele se tornou um dos padres ordinários da Capela Real do Rei e foi nomeado para viver na cidade.

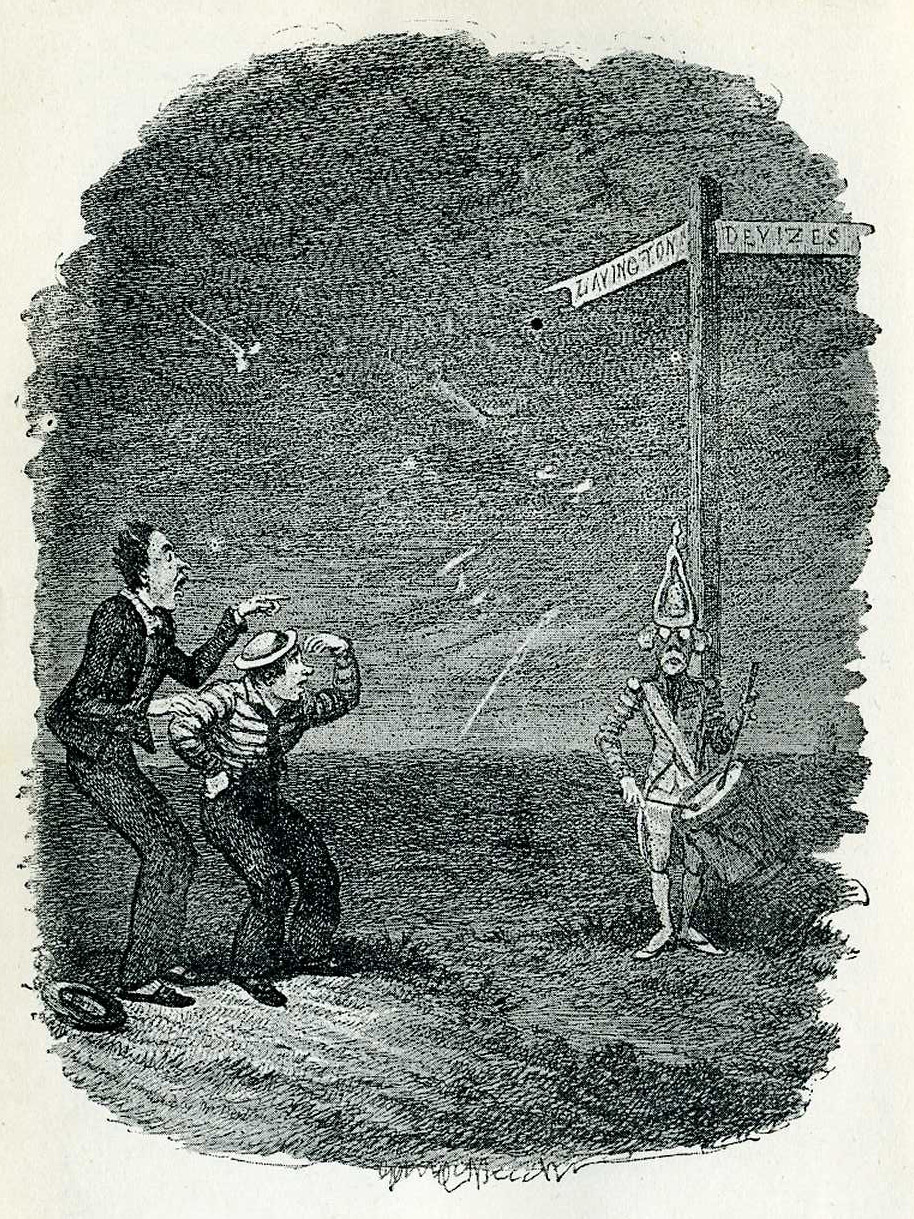
Ilustração de George Cruikshank para 'O Baterista Morto da Planície de Salisbury', uma das Ingoldsby Legends

Em 1826, Barham contribuiu pela primeira vez para a Blackwood's Magazine. Em 1837, começou a contribuir para a recém-fundada Bentley's Miscellany com uma série de contos (a maioria métricos, alguns em prosa) conhecidos como The Ingoldsby Legends. Estes se tornaram populares e foram publicados em forma coletiva em três volumes entre 1840 e 1847, e desde então apareceram em várias edições. Eles podem talvez ser comparados ao Hudibras, uma poesia narrativa do século XVII escrita por Samuel Butler. As histórias são geralmente caprichosas, mas baseadas no aprendizado de antiquários. Há também uma coleção de poemas diversos de Barham, editados postumamente por seu filho, chamada The Ingoldsby Lyrics.
Barham era um político conservador, mas amigo de longa data do liberal Sydney Smith e de Theodore Hook. Barham foi um colaborador da Edinburgh Review, da Literary Gazette e do Biographical Dictionary de John Gorton, também escreveu um romance, My Cousin Nicholas (1834). Em 1840, a morte de seu filho mais novo infligiu-lhe um golpe do qual nunca se recuperou, e em 1844 pegou um resfriado na inauguração do Royal Exchange, e agravado por sua negligência de precauções, lançou as bases de uma doença fatal. Morreu em 17 de junho de 1845, tendo escrito suas linhas patéticas, "As I laye a-Thynkynge", alguns dias antes.

## Leituras adicionais
- Barham, R. H. Dalton, ed. (1870). The Life and Letters of the Rev. Richard Harris Barham, author of the Ingoldsby legends: with a selection from his miscellaneous poems. 1. Londres: Richard Bentley
- Wilson, Edmund (1973). The Devils and Canon Barham, pp. 3–18. Nova Iorque: Farrar Straus Giroux